# Ian Haugland
Jan-Håkan "Ian" Haugland (nacido  el 13 de agosto de  1964 en Storslett, Nordreisa, Noruega) es un baterista sueco de origen noruego, integrante de la banda de hard rock sueco Europe.

## Biografía
Cuando tenía ocho meses de edad, él y su familia se mudaron al suburbio de Märsta, en las afueras de Estocolmo, Suecia.  Al respecto de su infancia en su país adoptivo,  mencionó una vez: "Recuerdo como solía escuchar el viejo reproductor Philips de mi madre, y estaba realmente impresionado de que algún sonido pudiera salir de una pieza de plástico".
El primer disco de Ian fue el gran éxito del verano de 1968 "Jag tror, jag tror pa sommaren" ("Yo creo, yo creo en el verano"). Luego llegó "Tío I Topp" en el casete de su hermana, hasta que su hermano mayor le introdujo a Deep Purple y Black Sabbath. Håkan se convirtió en un fan de estas bandas, tras lo cual empezó a tener sus primeros ídolos, como Sweet, Slade y David Bowie. 
Al mismo tiempo, él descubrió la batería. Y tal como otros jóvenes bateristas, comenzó utilizando los utensilios de cocina de su madre. Pero todo esto fue como un juego hasta que oyó a Cozy Powell en el "Rising" de Rainbow. Entonces pensó que quería tocar la batería como él, e inmediatamente formó una banda con dos amigos suyos, incluso antes de que poseyera su primera batería. 
Sin embargo, estaba en el buen camino. Su gran sueño era conseguir una gran batería con todos los complementos y lo logró por algo más de $103 dólares, con lo que Ian compró su primera batería. 
Junto con su amigo Thomas Weindinger, que tocaba los teclados, encontraron un guitarrista llamado Kristoffer Hofgaard, y así nació la banda Spectrum, la cual lo mantuvo ocupado durante sus años de adolescencia.
A sus 20 años de edad, dio el gran salto y se incorporó a Europe en el verano de 1984, reemplazando al baterista original Tony Reno. Previamente, Haugland estuvo un corto tiempo en bandas como Trilogy, donde estaba como vocalista el bajista de Candlemass Leif Edling , así como tocó junto al célebre guitarrista Yngwie J. Malmsteen en su banda Rising Force.
Después de la que banda Europe se separó en 1992, Haugland grabó y estuvo de gira con   Brazen Abbot, Clockwise, Last Autumn's Dream, y trabajó con su compañero de Europe John Norum y el bajista miembro de Black Sabbath / Deep Purple, Glenn Hughes. 
En 1998 Haugland grabó un cover de   Black Sabbath, la canción "Changes", para el álbum tributo a  Ozzy Osbourne, Ozzified. 
En 2003 se anunció el regreso oficial de Europe con su formación clásica y, desde entonces,  han publicado seis álbumes: "Start from the Dark" (2004), "Secret Society" (2006), "Last Look At Eden" (2009), "Bag of Bones" (2012), "War of Kings" (2015) y "Walk the Earth" (2017). En estos discos, Haugland muestra un look bastante diferente al de antaño, motivado en gran parte a su notoria calvicie.

## Vida personal
Haugland vive en la localidad de Sigtuna, un suburibio de la capital sueca. Estuvo casado con Marita con quien ha tenido tres hijos: Simon (fallecido en 2017), Jannie y Linnéa.
Cuando no se encuentra en el estudio o de gira, trabaja como locutor de radio en la frecuencia 106.7 Rockklassiker, en Estocolmo.

## Curiosidades
- Sus grupos favoritos son  Rush, Deep Purple, Led Zeppelin, Thore Skogman, Aerosmith y Black Sabbath.
- Sus películas favoritas incluyen  Blade Runner, o bien   Dunderklumpen!.

## Discografía
- Europe - The Final Countdown (1986)
- Tone Norum - One of a Kind (1986)
- Europe - Out of This World (1988)
- Europe - Prisoners in Paradise (1991)
- Baltimoore - Thought for Food (1994)
- Trilogy - Lust Provider (1994)
- Niva - No Capitulation (1994)
- Glenn Hughes - From Now On... (1994)
- Glenn Hughes - Burning Japan Live (1994)
- R.A.W. - First (1995)
- Brazen Abbot - Live and Learn (1995)
- Peter Jezewski - Swedish Gold (1996)
- Brazen Abbot - Eye of the Storm (1996)
- Clockwise - Nostalgia (1996)
- R.A.W. - Now We're Cookin' (1997)
- Brazen Abbot - Bad Religion (1997)
- Brains Beat Beauty - First Came Moses, Now This... (1997)
- Clockwise - Naïve (1998)
- Ozzy Osbourne Tribute - Ozzified (1998)
- Thore Skogman - Än Är Det Drag (1998)
- Candlemass - Dactylis Glomerata (1998)
- Totte Wallin - M M M Blues (och lite country) (1998)
- Nikolo Kotzev - Nikolo Kotzev's Nostradamus (2001)
- Baltimoore - The Best of Baltimoore (2001)
- Sha-Boom - FIIIRE!! - The Best of Sha-Boom ( 2002)
- Brazen Abbot - Guilty as Sin (2003)
- Last Autumn's Dream - Last Autumn's Dream (2003)
- Europe - Start from the Dark (2004)
- Europe - Secret Society (2006)
- Europe - Last Look at Eden (2009)
- Europe - Bag of Bones (2012)
- Europe - War of Kings (2015)
- Europe - Walk the Earth (2017)